# Albert Steiner
Albert Steiner nebo také Albert Steiner-Hirsbrunner (4. ledna 1877 Frutigen – 4. června 1965) byl švýcarský fotograf.

## Život a dílo
Albert Steiner se narodil jako syn pekaře Christiana Steinera a Albertiny, rozené Riederové. Po krátké učňovské přípravě v podnikání svého otce, se začal učit fotografovat u Jeana Moegleho v Thunu. Studium přerušil jednoletým zaměstnáním v národní továrně na výrobu munice v Thunu, které dokončil v roce 1897. Ve stejném roce se Steiner připojil k ženevskému fotografovi Fredu Boissonnasovi, následující rok po smrti svého otce převzal rodinnou pekárnu. V roce 1901 získal Albert Steiner opět zaměstnání u Boissonnase, kterého se vzdal v roce 1904, aby převzal řízení vlastního podniku na Rue Faller 6 v Ženevě. V roce 1905 se přestěhoval do Bernu, kde vedl studio se svým bratrem Hermannem.
V roce 1906 se Steiner přestěhoval do Svatého Mořice, kde byl nejprve zaměstnán u fotografa Walthera Küpfera, než v roce 1909 otevřel vlastní fotografické studio. To provozoval od roku 1915 do roku 1919 společně s Hansem Robertsonem. Albert Steiner se přestěhoval v roce 1924 do nového, velkého studia v bývalé restauraci Innfall, které v roce 1950 předal svému synu Hansovi. Steiner se v roce 1910 oženil s Helenou, rozenou Hirsbrunnerovou, dcerou obchodního cestujícího, která zemřela ve Frutigenu v roce 1965 ve věku 88 let.
Albert Steiner fotografoval zejména krajiny z Engadine, které patří mezi nejvíce reprodukované své doby. Tyto fotografie, které splňují nejvyšší technické a estetické standardy, podpořily obraz Švýcarska jako alpské země v zahraničí.

## Publikace (výběr)
- Engadiner Landschaften. Fretz Verlag, Curych 1927.
- Schnee, Winter, Sonne. Rotapfel-Verlag, Erlenbach u Curychu 1930.
- Spolu s Gottardem Segantinim: Die vier Jahreszeiten. Wort und Bild. Rotapfel-Verlag, Erlenbach u Curychu 1938.
- Spolu s Karlem Foersterem: Blumen auf Europas Zinnen. Wort und Bild. 12. vydání, Rotapfel-Verlag, Erlenbach u Curychu 1949.